# لغة مكتوبة

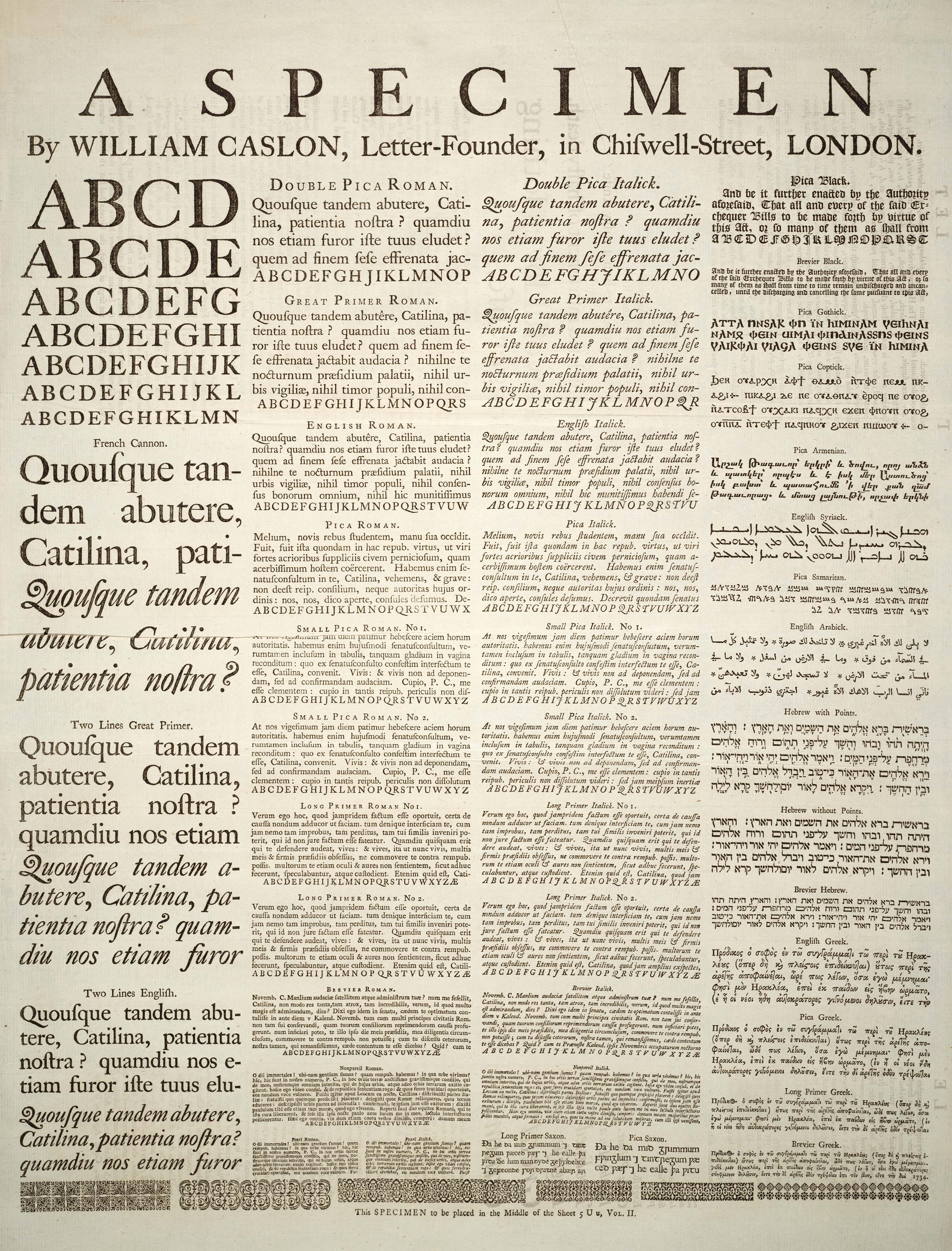

اللُّغَةُ الْمَكْتُوبَةَ هي تجسيد للغة المنطوقة بعلامات كتابية.
بتلك الرموز والإشارات الاتفاقية، صُوِّر اللفظ بحروف هجائية. اعتبرت مفخرة العقل البشري، وذاكرة التاريخ، ووعاء الإنجازات الإنسانية في كافة المجالات.